# 澤田龍哉
澤田 龍哉（さわだ りょうや、1991年3月9日 -）は、地方競馬の船橋競馬場坂本昇厩舎所属の騎手である。地方競馬教養センター騎手課程第86期生。

## 来歴
父親が馬主だったことや自身が小柄だったことなどから騎手を志す。通っていた乗馬クラブでは同期の川島正太郎と一緒であった。勝負服のデザインは兄弟子である桑島孝春のものを参考にした。
2008年3月31日付けで地方競馬騎手免許を取得。同年5月5日第2回船橋競馬第1日目第2競走C3五組条件戦4番人気イージーラフターで初騎乗（11頭立て9着）。同年5月6日第2回船橋競馬第2日目第2競走3歳条件戦（89万円以上150万円未満）を実父澤田(大西)充秋氏の所有馬である5番人気オウシュウライオンで勝利し、4戦目で初勝利。
2008年7月13日第9回オパールカップでオウシュウライオンに盛岡競馬場に遠征騎乗し、重賞初騎乗（12頭立て9番人気11着）。
平成21度年南関東公営競馬優秀騎手・最優秀新人騎手賞を受賞。
2010年1月12日～第24回全日本新人王争覇戦にて総合２位
2010年2月28日第2回中山競馬2日目第7競走3歳500万下条件戦モエレマイカに騎乗し、中央競馬初騎乗（16頭立て15番人気12着）。
2014年4月24日大井競馬場で行われた第28回東京プリンセス賞をスマートバベル号で制覇し、
24歳という若さでクラシック初騎乗、初勝利という偉業を成し遂げた。
これが自身初の重賞タイトルとなる。

地方通算成績は3611戦265勝・2着298回・3着320回・勝率7.3%・連対率15.6%（2018年4月20日現在）
中央競馬通算成績は3戦0勝

## 主な騎乗馬
- スマートバベル（2014年東京プリンセス賞）
- ギャルダル（2023年フジノウェーブ記念）
- メンコイボクチャン（2023年若潮スプリント）[11]
- サヨノグローリー（2023年プラチナカップ）
- アルカウン（2023年ベイスプリント）
- プリムスパールス（2024年ジェムストーン賞）